# 2,2-dimethylpropan-1-ol
2,2-Dimethylpropan-1-ol, triviaal ook bekend onder de naam neopentylalcohol, is een chemische verbinding met de formule {\displaystyle {\ce {(CH3)3CCH2OH}}}. De stof is vast en kleurloos. Het is een van de acht isomeren van pentanol.

## Synthese
2,2-Dimethylpropan-1-ol kan bereid worden uit het hydroperoxide van diisobutyleen. Een andere syntheseroute gaat uit van 2,2-dimethylpropaanzuur dat gereduceerd wordt met  lithiumaluminiumhydride.  
2,2-Dimethylpropan-1-ol is voor het eerst beschreven in 1891 door L. Tissier, die een mengsel van 2,2-dimethylpropaanzuur en 2,2-dimethylpropaanzuurchloride reduceerde met natriumamalgaam.

## Reacties
2,2-Dimethylpropan-1-ol kan omgezet worden in het overeenkomstige jodide (1-jood-2,2-dimethylpropaan) in een reactie met trifenylfosfiet en joodmethaan:
{\displaystyle {\ce {(CH3)3CCH2OH \ + \ [CH3(C6H5O)3P]^{+}I^{-}\ ->}}}
{\displaystyle {\ce {->\ (CH3)3CCH2I\ +\ CH3(C6H5O)2PO\ +\ C6H5OH}}}